# Cerro Churi Kkollu
Cerro Churi Kkollu är ett berg i Bolivia.   Det ligger i departementet Oruro, i den sydvästra delen av landet, 300 km väster om huvudstaden Sucre. Toppen på Cerro Churi Kkollu är 4 344 meter över havet, eller 172 meter över den omgivande terrängen. Bredden vid basen är 3,5 km.
Terrängen runt Cerro Churi Kkollu är huvudsakligen kuperad. Trakten runt Cerro Churi Kkollu är nära nog obefolkad, med mindre än två invånare per kvadratkilometer.. Närmaste större samhälle är La Rivera, 5,9 km sydväst om Cerro Churi Kkollu. 
Omgivningarna runt Cerro Churi Kkollu är i huvudsak ett öppet busklandskap.